# Hensættelse
En hensættelse eller en hensat forpligtelse er indenfor regnskabsvæsen en forpligtelse, som er sandsynlig men ikke sikker. Hensættelser indgår i balancens passiver. Effekten af at hensættelser medtages er, at virksomhedens egenkapital reduceres.
En række kriterier skal opfyldes, for at hensættelser kan medtages i regnskaber:
- Forpligtelsen skal være et resultat af begivenheder forud for balancedagen, som vil medføre en retlig eller faktisk forpligtelse.
- Det skal være sandsynligt, at forpligtelsen medfører et økonomisk træk på økonomiske resurser. Hvis det er helt sikkert, at der vil ske et træk, medtages forpligtelsen under fremmedkapital (gæld). Er det muligt – men ikke sandsynligt[1] – at forpligtelsen indtræder, medtages den under eventualforpligtelser udenfor balancen.
- Der kan foretages en pålidelig beløbsmæssig måling af forpligtelsen. Denne måling foretages af virksomhedens ledelse.

Hensættelser opdeles typisk i posterne:
- Hensættelser til pensioner og lignende[2].
- Hensættelser til udskudt skat.
- Andre hensatte forpligtelser.

Eksempler på hensættelser kunne være garantiforpligtelser eller en erstatningssag, som man regner med at tabe.